# Mariano Bustos Lagos
Mariano Bustos Lagos (Victoria, 30 de marzo de 1899-24 de junio de 1973) fue un funcionario y político chileno, miembro del Partido Demócrata. Se desempeñó como jefe de departamento e inspector general del Trabajo, llegando a ocupar la titularidad del Ministerio del Trabajo entre 1942 y 1946, bajo el gobierno del presidente radical Juan Antonio Ríos. Posteriormente, sirvió como diplomático, siendo embajador de Chile en Bélgica, concurrente en Luxemburgo entre 1952 y 1954. Entre 1961 y 1962, fue director de la Academia Diplomática de Chile, entidad dependiente del Ministerio de Relaciones Exteriores.
Nació en Victoria (Chile), el 30 de marzo de 1899; hijo de Lázaro Bustos y Amelia Lagos. Se casó con Olga Valdés, con quien tuvo dos hijas. Falleció el 24 de junio de 1973.